# Serraca gorbatchevi
Serraca gorbatchevi là một loài bướm đêm trong họ Geometridae.